# Woodford (metropolitana di Londra)
Woodford è una stazione dalla linea Central della metropolitana di Londra.

## Storia
La stazione fu aperta il 22 agosto 1856  dalla East Counties Railway sulla sua diramazione da Leyton a Loughton. Ulteriori cambiamenti vennero introdotti dalla Great Eastern Railway quando rilevò la precedente compagnia, incluso un servizio verso Ilford aperto tra Woodford e Newbury Park nel 1903. Con la riorganizzazione delle compagnie ferroviarie nel 1923 la stazione passò sotto il controllo della London & North Eastern Railway.
Woodford fu trasferita alla rete metropolitana, sotto il controllo del London Passenger Transport Board, il 14 dicembre 1947 come parte dell'estensione orientale della linea Central. Per un certo periodo la stazione funse da capolinea; i passeggeri dovevano trasferirsi su un servizio navetta operato con treni a vapore per proseguire più a nord sulla linea fino a Epping. Il completamento era stato ritardato dalla guerra e l'elettrificazione fino a Loughton e lungo il loop fino a Hainault fu introdotta il 21 novembre 1948. Come parte dei lavori di elettrificazione il passaggio a livello dove Snakes Lane incrociava i binari nei pressi della stazione fu chiuso e sostituito da un ponte. Sul deposito merci originale (chiuso negli anni sessanta è stato ora costruito il parcheggio della stazione.
Durante la progettazione della Victoria line, una delle opzioni prese in considerazione per la linea prevedeva una prosecuzione del tracciato da Walthamstow Central fino a Woodford o a South Woodford. Nel 1961 fu presa la decisione di lasciare il capolinea a Walthamstow Central.
Nel 2007 la stazione di Woodford è stata ristrutturata, con l'installazione di nuove telecamere di sicurezza, un nuovo sistema di altoparlanti e il restauro degli elementi d'epoca. Le ringhiere sono state ridipinte e dotate di guide tattili ad uso dei non vedenti.

## Interscambi
Nelle vicinanze della stazione effettuano fermata alcune linee urbane automobilistiche, gestite da London Buses.
- Fermata autobus

## Galleria d'immagini

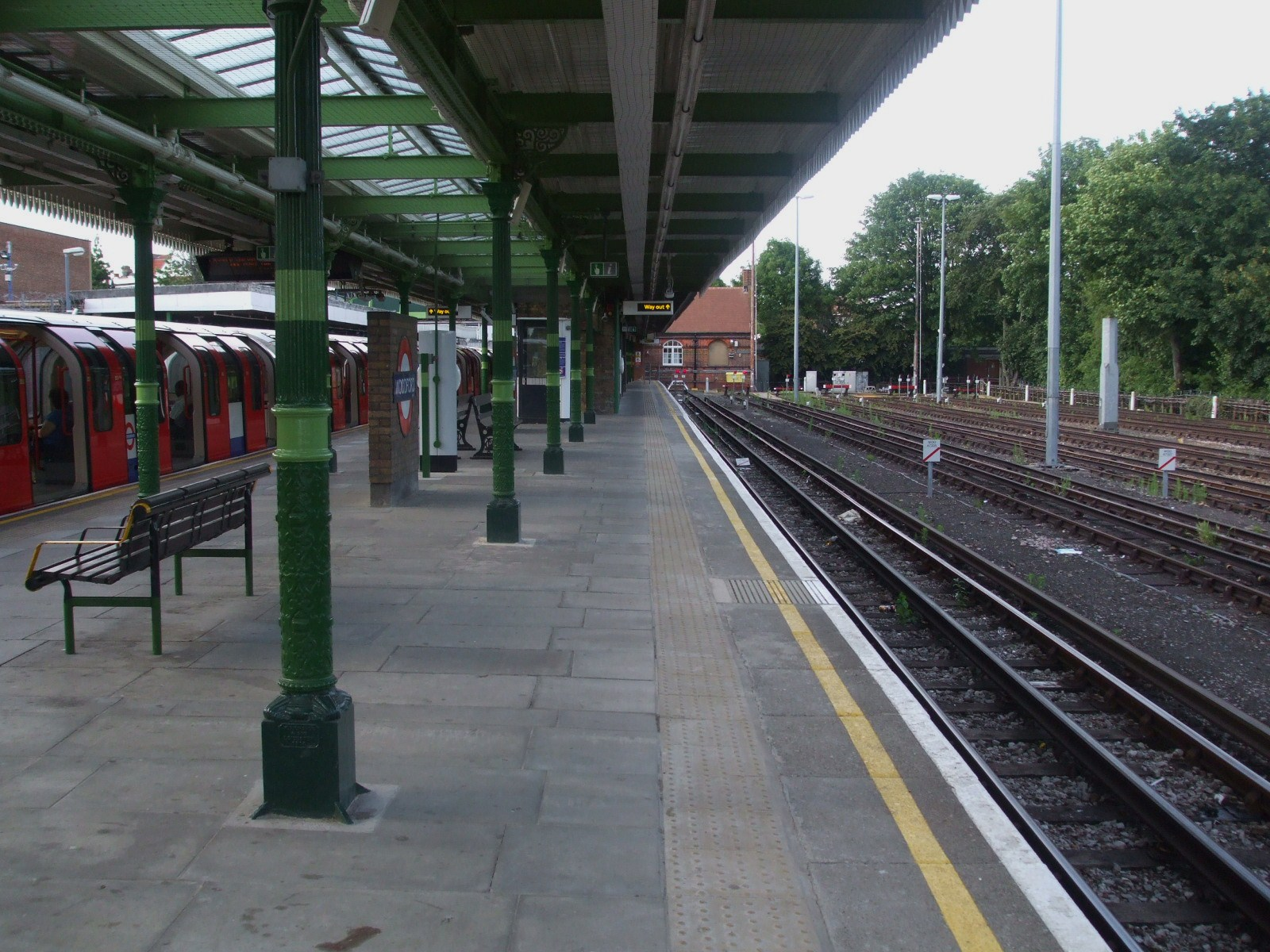
Piattaforma utilizzata dai treni che terminano la corsa a Woodford, vista in direzione nord.
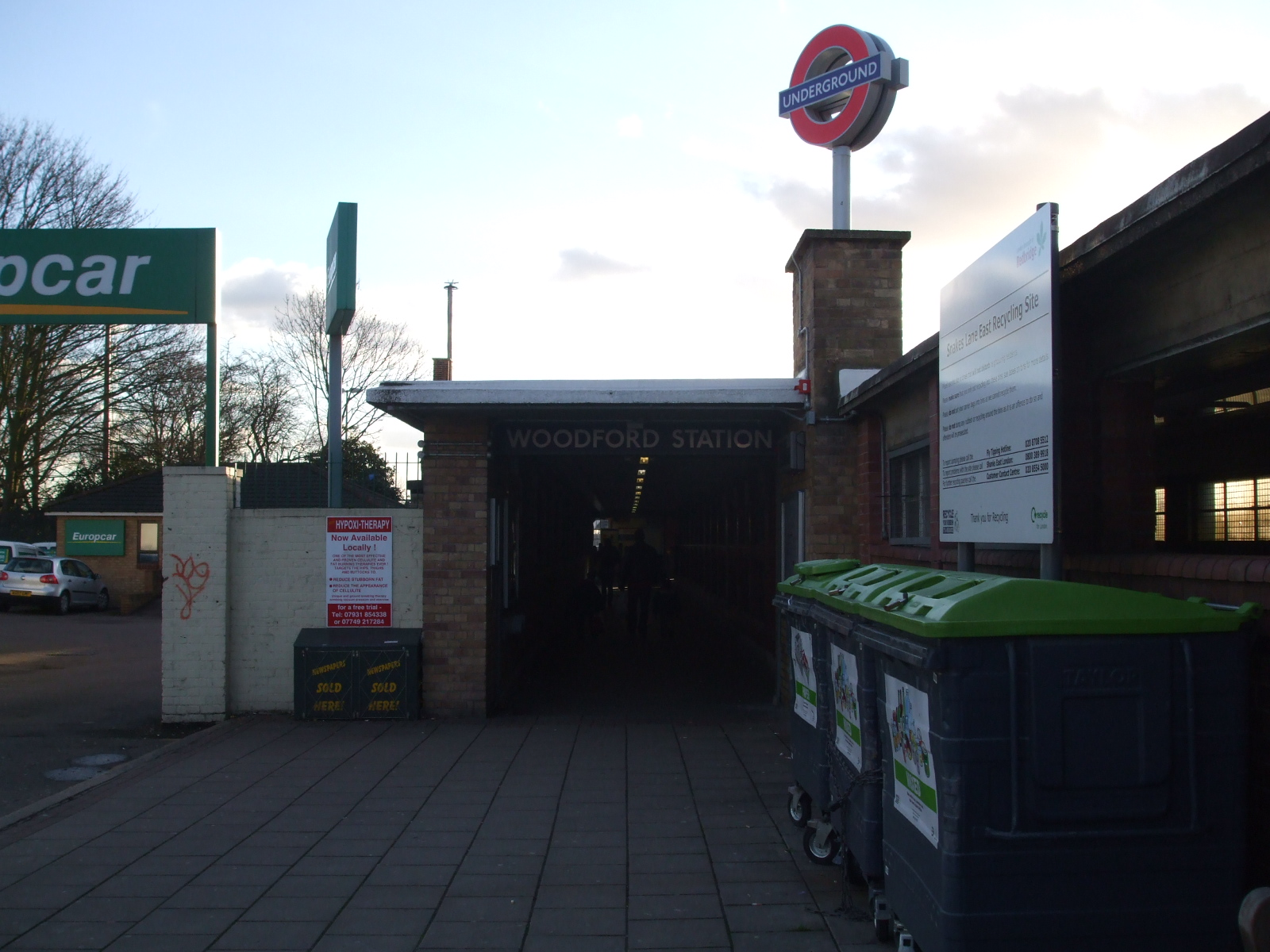
Ingresso est della stazione
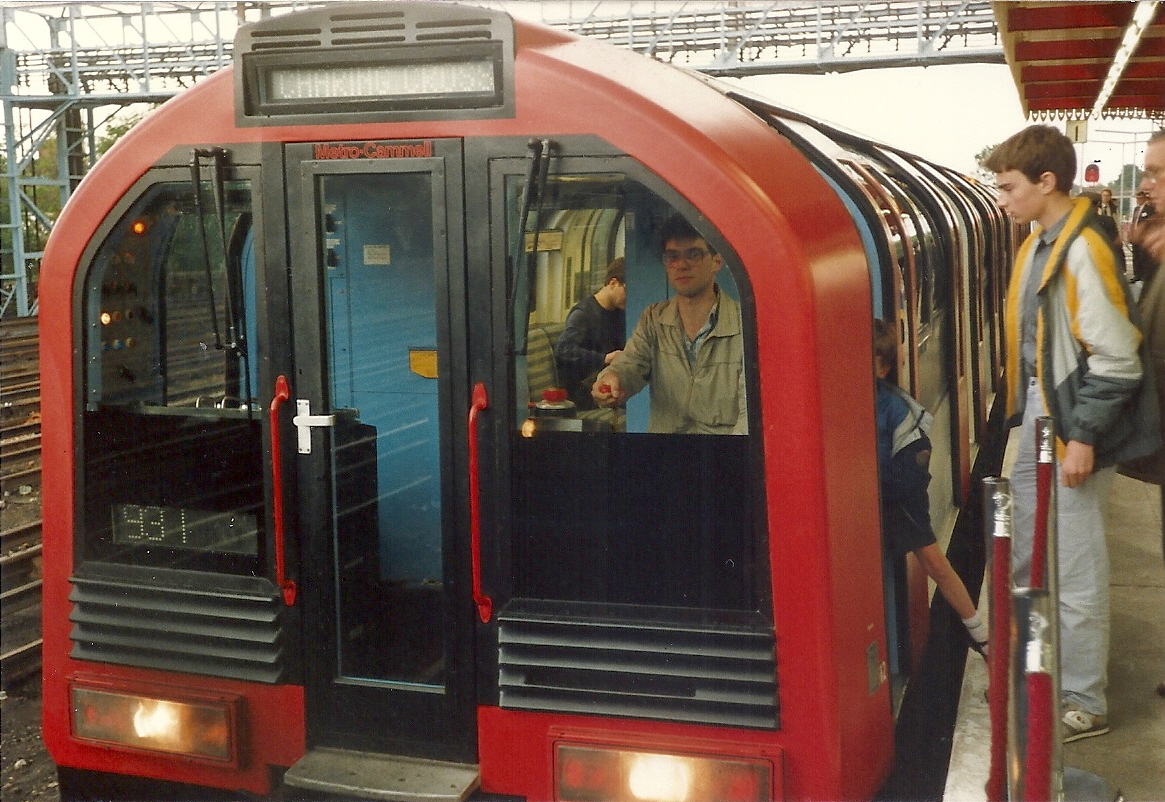
Treno della linea Central del 1986 Stock alla stazione di Woodford
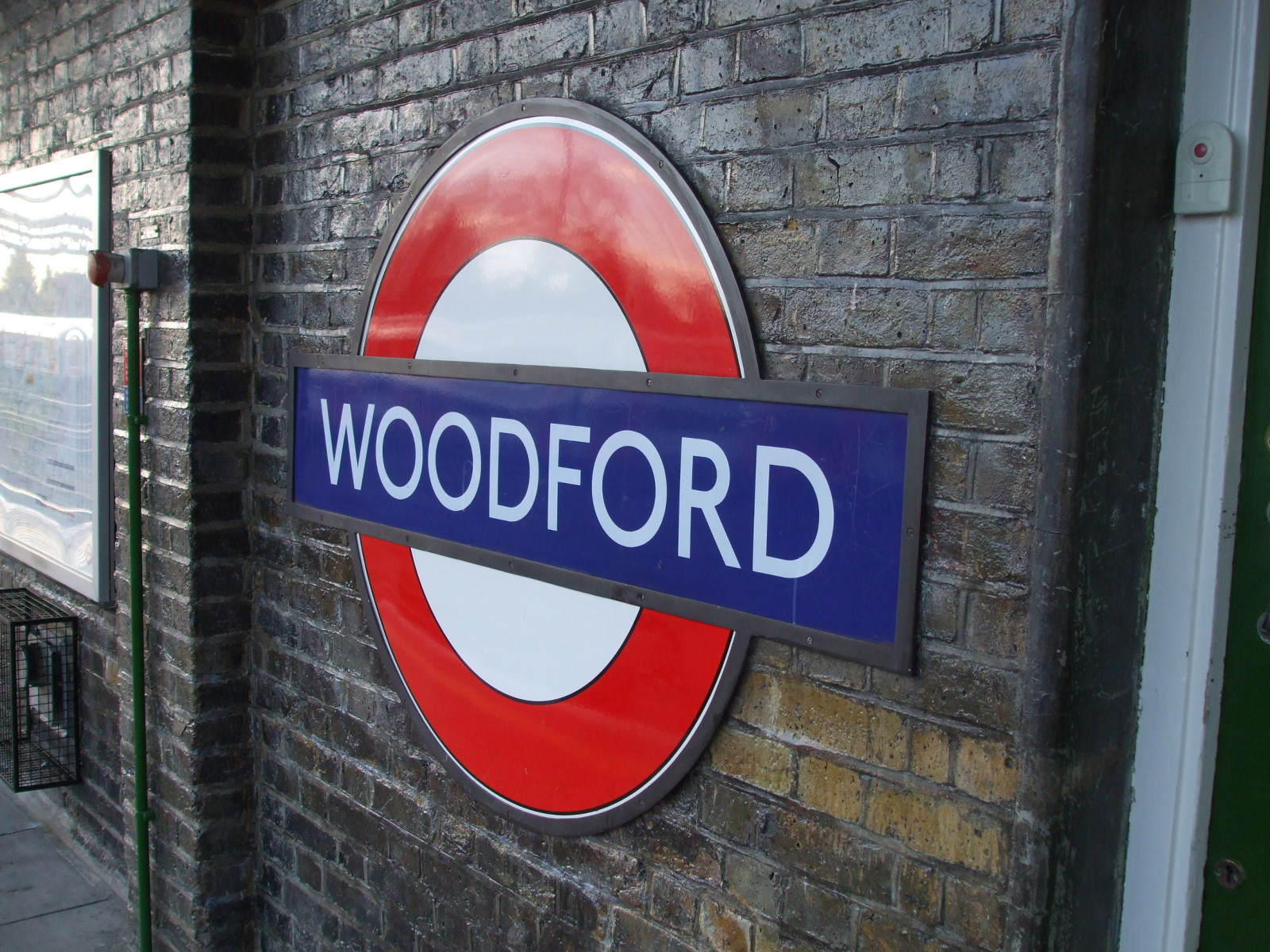
Roundel alla stazione di Woodford